# Dzala ertobashia

El lema "El poder está en la unidad" en el emblema estatal de Georgia.

Dzala ertobashia (en georgiano: ძალა ერთობაშია; en español: «El poder está en la unidad») es el lema nacional de Georgia.
Su origen se remonta a la fábula de Sulkhan-Saba Orbeliani del mismo nombre. De acuerdo con esta fábula había una vez un rey con treinta hijos. Un día, cuando sintió que su muerte estaba próxima, llamó a sus hijos y les pidió que trajeran flechas. Luego el rey pidió que quebraran las flechas una por una, y los hijos lo hicieron. El rey entonces les pidió que quebraran todas las flechas de una vez y no pudieron. El rey dijo: "Aprendan, hijos, de este hecho: acá está la fuerza de la unidad. Si permanecéis juntos, el enemigo no les podrá hacer mal alguno, pero si estáis divididos, la victoria está de su lado."
El problema de unidad es real para los georgianos. Es por aquello mismo que el Gobierno del país ha elegido este lema entre varios otros, porque refleja bien la necesidad de la nación.
Curiosamente, Bulgaria tiene un lema muy similar ("La unión hace la fuerza") que proviene de una leyenda idéntica, en este caso con Kubrat, Khan de la Gran Bulgaria como protagonista, que dio a sus hijos el mismo consejo con el mismo ejemplo.